# سزار سوریانو
سزار سوریانو (انگلیسی: César Soriano؛ زادهٔ ۲۲ آوریل ۱۹۸۳) بازیکن فوتبال اهل اسپانیا است.
از باشگاه‌هایی که در آن بازی کرده‌است می‌توان به باشگاه فوتبال لگانس و باشگاه فوتبال والنسیا اشاره کرد.